# Terečka Sovjetska Republika
Terečka Sovjetska Republika (rus. Терская Советская Республика) (ožujak 1918. – veljača 1919.), bila je kratkotrajna republika na području bivše Terečke oblasti. Njegov glavni grad bio je prvo Pjatigorsk, a kasnije Vladikavkaz. U srpnju 1918. postaje dio Sjevernokavkaske sovjetske republike.
Za razliku od ostalih sovjetskih republika, Republika je bila koalicijska vlada.
Poznati ekonomist Jacob Marschak bio je ministar rada, iako je bio samo 19-godišnji student.
Nakon unutarnjih borbi, početkom 1919. osvojila ju je Dobrovoljačka vojska pod vodstvom Antona Denikina.